# Grupo Plaza
Grupo Plaza de Inversión S.A., fue una corporación de transportes públicos, y uno de los grupos multinacionales económicos más importantes de Argentina. Era administrado por los hermanos Cirigliano: Claudio, encargado de las líneas de transporte y Mario, encargado de CoMeTrans (Consorcio Metropolitano de Transporte). El grupo se acrecentó en los años 1990, gracias a la compra de servicios ferroviarios que fueron privatizados, y a los vínculos con el entonces presidente de la nación, Carlos Menem.
La empresa tenía la concesión de las líneas ferroviarias Mitre y Sarmiento (entre 1993 y 2012), operados por Trenes de Buenos Aires, pero el Estado argentino le revocó la concesión, luego del accidente ferroviario en Once como consecuencia de la poca inversión en los ramales. Por el siniestro murieron cincuenta y un personas, cuando una formación no pudo frenar cuando llegaba a la estación terminal de Once, como consecuencia de la falta de mantenimiento en el ramal.

## Historia

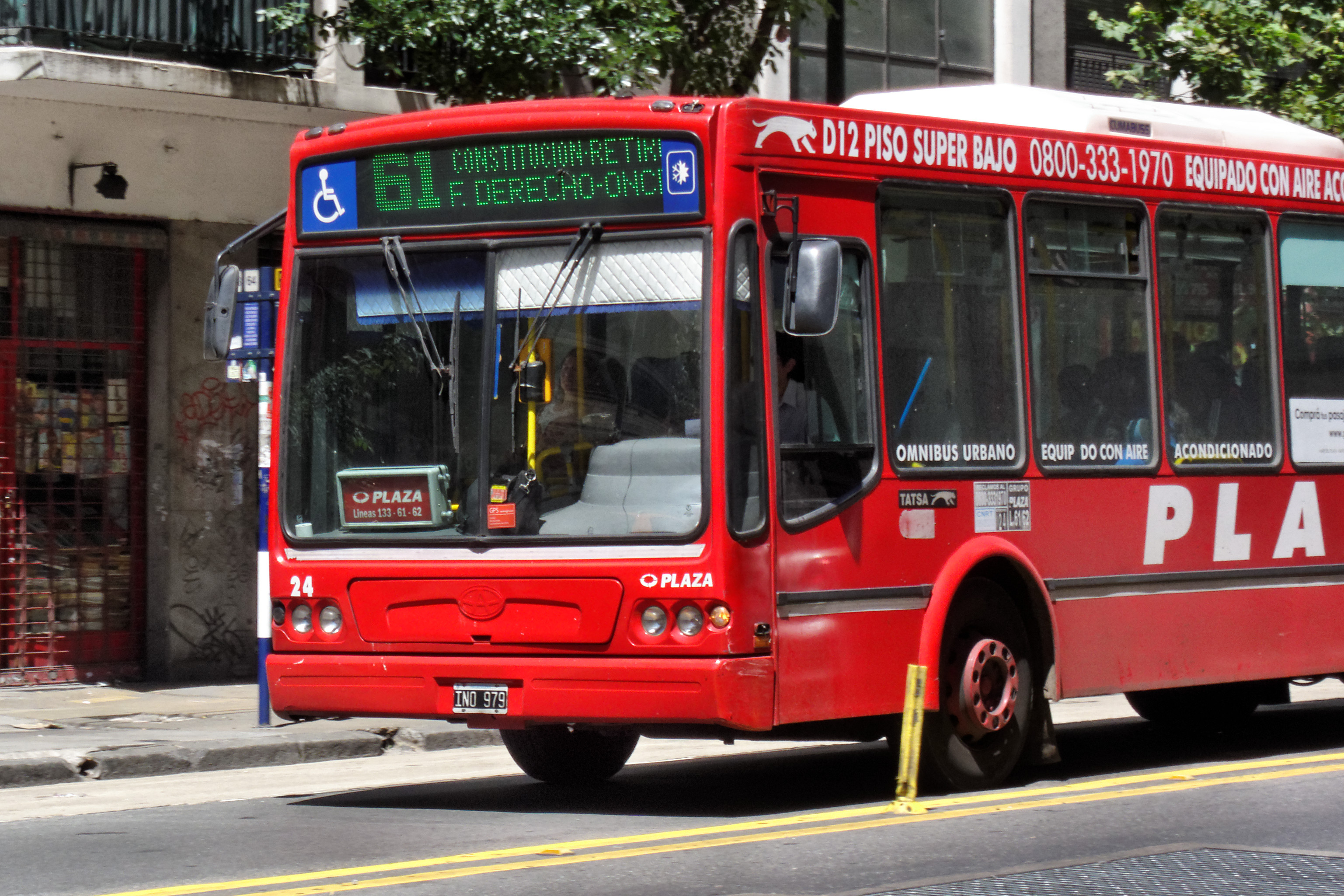
Ómnibus de la línea 61.

### Inicios
La historia de la empresa de transporte se remonta a 1959, cuando Nicola Cirigliano (el padre de Mario y Claudio), llegó desde Italia a la Argentina y compró el interno 16 de la línea 295 (actual Línea 95). Años después Nicola adquirió las líneas de trolebuses 311 y 312, que posteriormente con la desaparición del transporte de superficie por Catenaria, se convirtieron en las líneas de colectivo 61 y 62 fundando oficialmente la empresa "Transportes Automotores Plaza S.A.", teniendo su base operativa en el barrio de Constitución. En 1975 Nicola dejó la empresa totalmente a cargo de sus dos hijos.

### Expansión
El grupo se acrecentó en los años 1990, gracias a la adquisición de los servicios ferroviarios que fueron privatizados, siendo estos los servicios del Gran Buenos Aires de las líneas Mitre y Sarmiento, por medio de la empresa Trenes de Buenos Aires (TBA) y parte de las acciones de los subtes de Buenos Aires dando así un gran salto a la empresa Transportes Automotores Plaza S.A.Cabe destacar que Claudio se encontraba en la comitiva del presidente Carlos Menem, cuando este fue al Reino Unido. 
En 1993 adquirió la licitación de la Fábrica Militar General San Martín (en donde se fabricaba el Tanque Argentino Mediano, o por sus siglas TAM), en General Paz y Constituyentes, primero siendo filial argentina de la compañía Morrison-Knudsen(MK), la cual se encargó de reparar el material rodante de TBA, para luego fundar en el año 2005 la empresa Emprendimientos Ferroviarios (EmFer), la cual tomó la tarea que hacia MK desarrollando proyectos como los coches: Toshiba PUMA y PUMA Doble Piso, y Tecnología Avanzada en Transporte S.A (TATSA), esta última produjo buses y chasis para transporte de pasajeros.
El conglomerado de transportes siguió manteniendo vínculos con los siguientes gobiernos de turno. Entre los meses de enero y abril del año 2010, TBA recibió $51.000.000 (cincuenta y un millones de pesos) en subsidios del Estado, mientras que en abril de ese año el gobierno nuevamente otorgó subsidios de $18.000.000 (dieciocho millones de pesos) para las empresas de ómnibus (datos de la Secretaría de Transporte), además del beneficio en el precio del gas oil.Se calcula que desde 2003 hasta 2010, TBA recibió un total de $1.924.000.000 (mil novecientos veinticuatro) millones de pesos en subsidios, según un informe de la Auditoría.
También, los Cirigliano fueron propietarios del 33% de las acciones de UGOFE, la unidad de gestión que se encargaba de operar las líneas Roca, San Martín y Belgrano Sur. hasta que le rescindieron el contrato de las líneas Mitre y Sarmiento, momento en el que fue excluido de la unidad de gestión.
Durante esa década, Plaza operaba las líneas 61, 62, 114, 124, 133, 140 y 143 y por medio de subsidiarias, las líneas 36 (Emp. de Transportes Mariano Moreno S.A.), 104 (Empresa de transportes 104 S.R.L.) y 141 (Mayo S.A.T.A.).  También operó por un corto tiempo las líneas 142, siendo luego asimilada a la 140, y 146, que luego fue abruptamente adquirida por una sociedad entre las empresas Empresa Teniente Gral. Roca SA y Expreso Caraza SA (Rocaraza SA)
Luego incursionaron en el transporte automotor de larga distancia, por medio de las empresas El Rápido Argentino, Mercobus, Plus Ultra y Dumas CAT y de las empresas de viajes y turismo Up Grade y Pasajes Express.
El grupo llegó a contar con una flota de 1.700 vehículos y casi 5.000 empleados.
Fuera del país, operó las líneas ejecutivas e interurbanos de Red Coach en los estados de Florida y Texas. Y en Perú, están asociados con la empresa municipal de Madrid en el manejo del corredor Transvial Lima. Ambos servicios continúan hoy en día
En 2001, Cometrans (consorcio que formaban Plaza y otras empresas como Expreso Esteban Echeverría, Sur-Nor, Ttes. 4 de Septiembre, Expreso San Isidro, etcétera) adquiere el piso de la Línea 129 tras la quiebra de la empresa Río de la Plata, dicha unión se llamó Inversiones Comerciales Parque, usando la razón scocial Viasur. Unos años antes, Cometrans se había hecho cargo de la Línea 93, tras la gestión provisoria de Microomnibus Norte S.A, operante de la legendaria Línea 60. 
Además, En Bahía Blanca operó las líneas urbanas 502, 503, 504, 505, 506, 509, 512, 513, 516, 517, 518 y 519 A,, pero por problemas entre la empresa y el gobierno, más varias multas sin pagar, se le quitó la concesión de dichas líneas. Y en Santa Rosa, provincia de La Pampa operó ocho líneas urbanas hasta el mes de agosto de 2013, cuando dejó el transporte urbano de pasajeros por el mismo motivo.
A mediados de la década de 2000, Plaza se hizo cargo de las líneas que en el pasado fueron operadas por Transportes del Oeste S.A. y que se encontraban administradas por los mismos choferes bajo la razón social Consultores Asociados Ecotrans S.A., siendo dichas líneas las 136, 153, 163, 253, 317, 321, 322, 503 y 635, agregándose a este grupo también la Línea 174, tras la quiebra de la empresa San Bosco.
Las constantes fallas de mantenimiento tanto de las líneas de Plaza y Ecotrans, como la de los trenes de TBA llegaron a un punto crítico, por ello en 2012, luego de la tragedia de Once, El Gobierno Nacional decidió retirar las concesiones de los ferrocarriles Mitre, Sarmiento y Urquiza interurbano (el binacional Tren de los Pueblos Libres y el servicio larga distancia a Posadas, conocido como El Gran Capitán) a TBA e inhibir económicamente al Grupo Plaza. 
Como primer consecuencia, en 2015, Plaza vendió la operación de la Línea 124 a un consorcio formado por las empresas Tte. Automotor Callao S.A., Microomnibus Ciudad de Buenos Aires S.A. y Transportes 68 S.A.T., mientras que un año después vendió también las líneas de Ecotrans, siendo repartidas entre las empresas La Cabaña S.A. (174, 317 y 635), La Nueva Metropol S.A. (136, 163 y 322) y Grupo ERSA (153,  253 y 321). La operación de la Línea 503 de Merlo era compartida entre LNM y ERSA hasta 2019, quedando solo la primera.
En 2017 se dicta la quiebra de Grupo Plaza, con una operación provisoria de la empresa hasta la adquisición de un nuevo operador. A fines de ese año, Marcelo Zbikoski, dueño de las empresas Don Casimiro (Que controla la gran mayoría del transporte urbano de la Provincia de Misiones) y Misión Buenos Aires - La Central de Vicente López S.A.(operadora de la Línea 184), confirmó que se hizo cargo de la administración de las líneas de colectivos del Grupo Plaza, para luego en marzo de 2018 adquirirlas oficialmente, bajo la empresa La Central de Vicente López S.A. (con el nombre de fantasía "Misión Buenos Aires"), excepto en las Líneas 36 y 141, que no fueron parte del acuerdo, quedando ambas operadas por un conjunto de accionistas originales de Plaza y de Mayo SATA, prestataria original de la 141
El 1.º de septiembre de 2018, La Central de Vicente López vendió los pisos de las líneas 133 y 140 al Grupo ERSA, además del piso de la línea original de esa empresa, la 184.
En 2019 Mayo S.A.T.A (nombre que tomó el conjunto de accionistas residuales de Plaza), transformó la línea 36 en un ramal de la línea 141, los servicios de la ex-línea 36 se identificaban con un cartel que decía 141 (x 36). En paralelo, EmFer y TATSA también cerraron sus puertas por la falta de demanda en 2019. De esta manera se extinguieron los colectivos con la marca del Puma, algunos de los cuales aún circulan por el territorio argentino. Un intento de reflote de esta planta fue realizado por la empresa cordobesa Plegacor, quien intentó continuar la línea de producción de los Puma con la marca Goldbuss, sin embargo, los prototipos no fueron homologados.
Apenas un año después, en 2020, Mayo S.A.T.A comienza su periodo terminal, la única línea que le quedaba era la 141, pero por retrasos y faltas de pagos a los trabajadores y por no mantener adecuadamente sus unidades, se hizo un paro de actividades en la línea que duró muchos meses, una vez reanudado el servicio, el ramal 141 (x 36) cambia a 141 (x UTN).
A Mayo S.A.T.A. se le acababa el plazo para operar la línea, pero por los recientes problemas que tuvo la misma, la CNRT le negó la extensión del plazo de operación y abrió una licitación pública para otras empresas que quieran operar la línea 141. La empresa Grupo Autobuses tomo la operación de la línea provisoriamente durante un día, mientras las otras empresas que se postularon oficialmente fueron: ERSA, DOTA y Misión Buenos Aires, siendo esta última la ganadora y quién operaría la ex-línea 141, bajo la razón social "Rosario Guarani" y la línea pasaría de ser línea 141 a ser línea 145. Se incorporaron varios coches 0 kilómetro y algunos usados de la línea 114. Todos estos cambios marcaron el fin definitivo del Grupo Plaza.

## Servicios

### Servicios urbanos
| Línea   | Razón Social                                  | Recorrido                                         | Año de adquisición | Año de caducidad            | Operador actual                                                              |
| ------- | --------------------------------------------- | ------------------------------------------------- | ------------------ | --------------------------- | ---------------------------------------------------------------------------- |
| 36      | Plaza (Emp. de Ttes Mariano Moreno S.A.)      | Plaza Italia - Villa Celina                       | 1993               | 2019 (fusionada con la 141) | Rosario Guaraní (Grupo Don Casimiro) - como Línea 145                        |
| 61 - 62 | Plaza (Transportes Automotores Plaza S.A)     | Constitución - Once - Retiro                      | 1966               | 2018 (vendidas)             | Misión Buenos Aires (Grupo Don Casimiro)                                     |
| 104     | Plaza (Emp. de Ttes 104 S.R.L)                | Once - Flores - Mataderos - Liniers               | 1993               | 2017 (abandonada)           | Sin servicio                                                                 |
| 114     | Plaza (Transportes Automotores Plaza S.A)     | Ciudad Universitaria - Floresta - Puente la Noria | 1994               | 2018 (vendida)              | Misión Buenos Aires (Grupo Don Casimiro)                                     |
| 124     | Plaza (Transportes Automotores Plaza S.A)     | Facultad de Derecho - Abasto - Sáenz Peña         | 1994               | 2014 (vendida)              | T. A. Callao SA - Microómnibus Cdad. de Buenos Aires SA - Transportes 68 SRL |
| 129     | Viasur (Inversiones Comerciales Parque UTE)   | Once - Retiro - La Plata                          | 2003               | 2018 (vendida)              | Misión Buenos Aires (Grupo Don Casimiro)                                     |
| 133     | Plaza (Transportes Automotores Plaza S.A)     | Barracas - Flores - Puente Saavedra               | 1993               | 2018 (vendida)              | ERSA Urbano                                                                  |
| 136     | Ecotrans (Consultores Asociados Ecotrans S.A) | Primera Junta - Marcos Paz - Navarro              | 2004               | 2016 (vendida)              | Sargento Cabral SA (La Nueva Metropol SA)                                    |
| 140     | Plaza (Transportes Automotores Plaza S.A)     | Correo Central - Boulogne                         | 1993               | 2018 (vendida)              | ERSA Urbano                                                                  |
| 141     | Plaza (Mayo S.A.T.A.)                         | Plaza Italia - Villa Albertina                    | 1993               | 2020 (caducada)             | Rosario Guaraní (Grupo Don Casimiro) - como Línea 145                        |
| 143     | Plaza (Transportes Automotores Plaza S.A)     | Retiro - Constitución - Lugano - Tapiales         | 1993               | 2018 (Vendida)              | Misión Buenos Aires (Grupo Don Casimiro)                                     |
| 153     | Ecotrans (Consultores Asociados Ecotrans S.A) | Liniers - Morón - Ituzaingó - Libertad            | 2004               | 2016 (vendida)              | Microómnibus Saavedra SA (Grupo ERSA)                                        |
| 163     | Ecotrans (Consultores Asociados Ecotrans S.A) | Primera Junta - Morón - San Miguel                | 2004               | 2016 (vendida)              | Sargento Cabral SA (La Nueva Metropol SA)                                    |
| 174     | Plaza (Emp. de Ttes 104 S.R.L)                | Liniers - San Justo - Rafael Castillo             | 2006               | 2016 (vendida)              | La Cabaña SA                                                                 |
| 253     | Ecotrans (Consultores Asociados Ecotrans S.A) | Liniers - Morón - Ituzaingó - Libertad            | 2004               | 2016 (vendida)              | Microómnibus Saavedra SA (Grupo ERSA)                                        |
| 317     | Ecotrans (Consultores Asociados Ecotrans S.A) | Morón - Isidro Casanova                           | 2004               | 2016 (vendida)              | La Cabaña SA                                                                 |
| 321     | Ecotrans (Consultores Asociados Ecotrans S.A) | Castelar - Ituzaingó - Libertad                   | 2004               | 2016 (vendida)              | Microómnibus Saavedra SA (Grupo ERSA)                                        |
| 322     | Ecotrans (Consultores Asociados Ecotrans S.A) | Morón - Merlo - Marcos Paz                        | 2004               | 2016 (vendida)              | Libertador San Martín SA (La Nueva Metropol SA)                              |
| 503     | Ecotrans (Consultores Asociados Ecotrans S.A) | Merlo - Mariano Acosta                            | 2004               | 2016 (vendida)              | Sargento Cabral - Compañía de Tte. Vecinal UT (La Nueva Metropol SA)         |
| 635     | Ecotrans (Consultores Asociados Ecotrans S.A) | Morón - Barrio San Francisco                      | 2004               | 2016 (vendida)              | La Cabaña SA                                                                 |

En Bahía Blanca operó las líneas urbanas 502, 503, 504, 505, 506, 509, 512, 513, 516, 517, 518 y 519 A, pero por problemas entre la empresa y el gobierno, más varias multas sin pagar, se le quitó la concesión de las líneas. En Santa Rosa, provincia de La Pampa operó ocho líneas urbanas hasta el mes de agosto de 2013 cuando dejó el transporte urbano de pasajeros (ya anunciado en marzo). A su vez es encargado de operar Opportrans (Metro de Río de Janeiro).
Explotaba las líneas férreas del Mitre y Sarmiento, por medio de la empresa Trenes de Buenos Aires (TBA), desde 1995 hasta 2012, cuando el gobierno le quitó la concesión debido al incumplimiento de la empresa.
También, los Cirigliano fueron propietarios del 33% de las acciones de UGOFE, la unidad de gestión que se encargaba de operar las líneas férreas tras la quita de concesión a Metropolitano: Roca, San Martín y Belgrano Sur. hasta que le rescindieron el contrato de las líneas Mitre y Sarmiento, momento en el que fue excluido de la unidad de gestión.
Posee empresas de transporte en Perú (Metropolitano), España, Estados Unidos (Red Coach) y Catar.
En agosto de 2012 el Grupo Plaza anunció un nuevo servicio de omnibuses que unirá Retiro con La Plata, las unidades contarán con WIFI, televisión digital, cámaras de seguridad y monitoreo de los ómnibuses mediante GPS, el valor del boleto sería igual al de la línea 129.

### Servicio de Larga Distancia
El Grupo Plaza operaba en Argentina bajo cinco razones sociales su servicio de Larga Distancia llegando a los principales destinos turísticos, Plaza, El Rápido Argentino, Dumascat y Plusultra-Mercobus. Una vez que el grupo Plaza quebró, desapareció la empresa Rápido Argentino, de la cual sus líneas y empleados fueron repartidos en diferentes empresas, y las líneas y trabajadores de Plusultra-Mercobus fueron otorgadas a las empresas Fono bus y Buses Lep, la empresa Dumascat fue vendida a Grupo Her, convirtiéndose en una empresa independiente del grupo.
Mientras tanto en los Estados Unidos, es propietaria de RedCoach, operando en los estados de Florida y Texas.

## Trenes de Buenos Aires
Trenes de Buenos Aires Sociedad Anónima (más conocida por sus siglas, TBA) fue una empresa argentina que operó las líneas Mitre y Sarmiento de la red ferroviaria argentina entre los años 1995 y 2012. En vías del Ferrocarril Mitre también estuvo a cargo del servicio de pasajeros entre la Ciudad de Buenos Aires y la ciudad de Rosario.
Además, desde 2005 conformó, junto con Ferrovías, Metrovías y el Estado Argentino, la Unidad de Gestión Operativa Ferroviaria de Emergencia (UGOFE), que gestionó en forma transitoria el servicio metropolitano de pasajeros de los ferrocarriles San Martín, Belgrano Sur y Roca.
Entre 2011 y 2012 operó también el Tren de los Pueblos Libres y el Tren Buenos Aires - Misiones.

## Tecnología Avanzada en Transporte

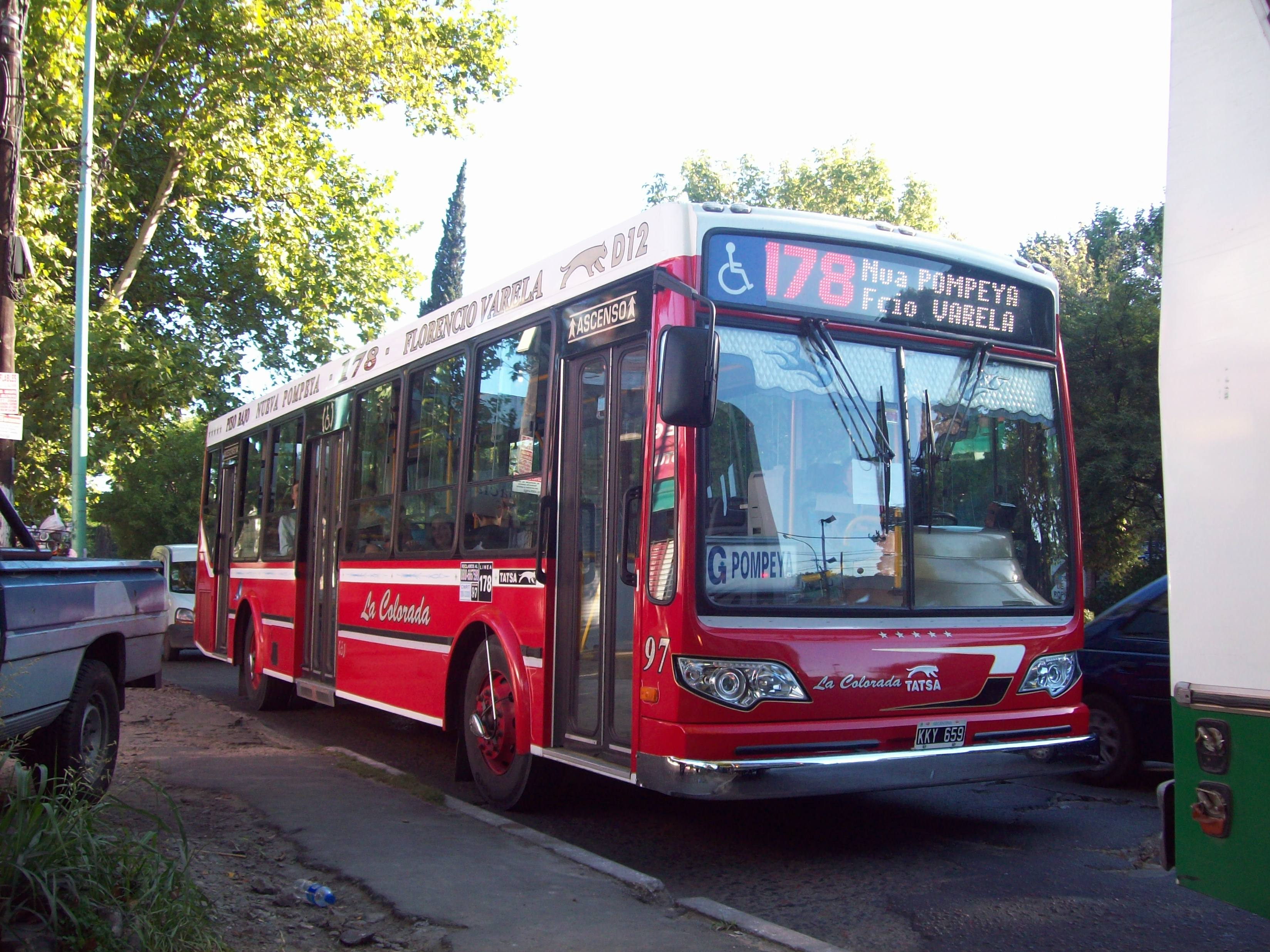
Colectivo fabricado por TATSA Puma D12 de la línea 178, en Florencio Varela.

Tecnología Avanzada en Transporte S.A. (TATSA) fue una fábrica de carrocerías y chasis de autobuses y camiones. El objetivo comercial era diseñar, construir y comercializar vehículos destinados al transporte aprovechando la experiencia de Cometrans en la operación comercial del rubro de transporte, en las diversas ramas tanto a nivel carretera o ferroviaria, dispuestos tanto para pasajeros como de carga.
TATSA operó con tres plantas distribuidas en Argentina (donde tiene domicilio legal), Estados Unidos y Uruguay. Entre 2007 y 2015 el país ha recibido importantes inversiones extranjeras para exportar chasis a otros países. La empresa peruana Motores Diesel Andinos (Modasa) dispuso fabricar carrocerías para ómnibus de media y larga distancia en Argentina, con una inversión de u$s30 millones. La última incursión en este tipo de negocios es la de la empresa Andesmar,  para vender su producción de chasis y carrocerías a Chile. Otro caso similar es el de la empresa de transporte Flechabus, que invertirá $50 millones para levantar una planta de carrocerías de micros para su flota y así sustituir unidades que provienen de Brasil. En 2011, TATSA firmó un acuerdo con Eaton Corporation para empezar a producir 5 unidades prototipo de bus híbrido para transporte público de pasajeros, para luego establecer un plan de producción de 20 (veinte) unidades adicionales. El objetivo es empezar a proveer al mercado más de 1.500 unidades híbridas en los próximos diez años con un valor total del acuerdo de más de USD 100 millones. Así se convirtió en la primera fabricante integral de buses híbridos en Latinoamérica. La provincia de San Luis fue la primera en adquirir estos buses híbridos.
Tras la quiebra de Plaza, TATSA cerró sus puertas en 2019. La empresa Plegacor, oriunda de la provincia de Córdoba, intentó continuar con la producción, pero sus unidades, bajo la marca Goldbuss, no fueron homologadas.

## Cometrans
El Grupo Plaza era el principal accionista del Consorcio Metropolitano de Transporte (Cometrans SA). Pero la firma está repartida entre: Grupo Plaza (Cirigliano), Transporte Sur-Nor (línea 15), Turismo La Plata, Empresa Esteban Echeverría, 4 de Septiembre y Expreso San Isidro, se reparten las acciones de la concesionaria de ferrocarriles.

## Infracciones
Según un informe presentado por el legislador porteño Fernando Sánchez –sobre la base de datos del gobierno porteño y de la Comisión Nacional de Regulación del Transporte (CNRT)–, sobre quinientos setenta unidades del Grupo Plaza (representa el 70% del total), cada colectivo tiene un promedio de tres infracciones por año. Luego de dos meses de intervención judicial y estatal, el 24 de mayo de 2012, por medio del decreto 793/12, firmado por Cristina Fernández de Kirchner, el gobierno rescindió el contrato de concesión que mantenía de las dos líneas, El gobierno nacional remarcó que la "rescisión del contrato es por culpa exclusiva de la concesionaria por sus graves y reiterados incumplimientos" en la administración de los servicios de transporte de pasajeros. Una UTE entre la UGOMS se encargó de regularizar el servicio de las líneas Mitre y Sarmiento. Ese día se llamó a una UTE (Unión Transitoria de Empresas) que es una organización transitoria entre el Grupo Roggio -Metrovías, operadora de las líneas de subterráneos de la CABA y del Ferrocarril Urquiza; junto al grupo Romero (Ferrovías) encargado de la línea Belgrano Norte (ambas empresas, son los que manejan a la UGOFE)-.